# Brasil na Copa do Mundo FIFA de 2010
A Copa do Mundo FIFA de 2010 foi a décima nona participação da Seleção Brasileira de Futebol em Copa do Mundo FIFA.
O técnico foi Dunga e o capitão foi Lúcio. O Brasil começou a Copa do Mundo FIFA de 2010 como favorita nas bolsas de apostas. A equipe havia se sagrada campeã da Copa América de 2007, Copa das Confederações FIFA de 2009 e liderado as Eliminatórias da Copa do Mundo FIFA de 2010. O Brasil foi eliminado nas quartas de final e terminou na sexta colocação.
A seleção apostava em um futebol pragmático, com uma forte defesa e um eficiente contra-ataque. A cada três gols da Era Dunga, um nascia de contra-ataque. É também a seleção brasileira com a maior média de idade na história das copas: 29,3 anos.

## Ciclo da Copa
Durante a Copa do Mundo de 2006, Ricardo Teixeira e aliados se irritaram com o que consideraram uma certa passividade de Carlos Alberto Parreira. Ao anunciar a contratação de Dunga, a CBF informou que buscava um técnico vibrante e motivador. Dunga não havia tido experiência como técnico. A Revista Placar considerou a escolha de "forte apelo populista", pois a seleção de 2006 foi criticado por falta de vontade e o treinador traz consigo a imagem de raça e cobrança. Em outra edição, a revista considerou a escolha de Dunga como forma de "pôr ordem na casa" e afastar os festeiros. Segundo o El País, foi ideia de José Hawilla a escolha do técnico Dunga e o coordenador técnico Jorginho.
Na seleção, Dunga consolidou um estilo pragmático, de contragolpes em alta velocidade. Conseguiu resultados expressivos, como a vitória na Copa América de 2007, Copa das Confederações FIFA de 2009 e liderança nas Eliminatórias da Copa do Mundo FIFA de 2010, embora sua seleção tenha perdido os Jogos Olímpicos de 2008.
Tostão analisou: "O futebol brasileiro, admirado em todo o mundo pelo toque de bola, pela troca de passes, pelo domínio do jogo, não existe mais. Agora, é o futebol de muita marcação e de muitos contra-ataques. Muitas vezes, brilhantes, como na belíssima vitória contra o Uruguai. Para um time ser eficiente nessa estratégia, precisa também de uma ótima defesa para suportar a pressão. O Brasil tem dois excelentes zagueiros e um excepcional goleiro. Além disso, nesse esquema de marcar muito atrás, Gilberto Silva e, principalmente, Felipe Melo, que tem bom passe, são também eficientes. Felipe Melo foi uma boa tacada de Dunga.". O técnico vencedor da Copa anterior, Marcello Lippi relatou: "Dificilmente se vê uma seleção que não se preocupa com a defesa vencer alguma coisa. Um exemplo disso é a do Brasil, que se tornou muito europeizada nos últimos anos, com Dunga. E por isso se tornou a seleção mais forte que existe".

## Eliminatórias
Dentre as dez seleções sul-americanas que disputavam as 5 primeiras posições na tabela de classificação, o Brasil terminou as eliminatórias em primeiro lugar.

### Tabela de classificação
| Equipe    | Pts. | J  | V  | E | D  | GP | GC | SG  |
| --------- | ---- | -- | -- | - | -- | -- | -- | --- |
| Brasil    | 34   | 18 | 9  | 7 | 2  | 33 | 11 | 22  |
| Chile     | 33   | 18 | 10 | 3 | 5  | 32 | 22 | 10  |
| Paraguai  | 33   | 18 | 10 | 3 | 5  | 24 | 16 | 8   |
| Argentina | 28   | 18 | 8  | 4 | 6  | 23 | 20 | 3   |
| Uruguai   | 24   | 18 | 6  | 6 | 6  | 28 | 20 | 8   |
| Equador   | 23   | 18 | 6  | 5 | 7  | 22 | 26 | -4  |
| Colômbia  | 23   | 18 | 6  | 5 | 7  | 14 | 18 | -4  |
| Venezuela | 22   | 18 | 6  | 4 | 8  | 23 | 29 | -6  |
| Bolívia   | 15   | 18 | 4  | 3 | 11 | 22 | 36 | -14 |
| Peru      | 13   | 18 | 3  | 4 | 11 | 11 | 34 | -23 |

| L\V       | Argentina | Bolívia | Brasil | Chile | Colômbia | Equador | Paraguai | Peru | Uruguai | Venezuela |
| Argentina |           | 3:0     | 1:3    | 2:0   | 1:0      | 1:1     | 1:1      | 2:1  | 2:1     | 4:0       |
| Bolívia   | 6:1       |         | 2:1    | 0:2   | 0:0      | 1:3     | 4:2      | 3:0  | 2:2     | 0:1       |
| Brasil    | 0:0       | 0:0     |        | 4:2   | 0:0      | 5:0     | 2:1      | 3:0  | 2:1     | 0:0       |
| Chile     | 1:0       | 4:0     | 0:3    |       | 4:0      | 1:0     | 0:3      | 2:0  | 0:0     | 2:2       |
| Colômbia  | 2:1       | 2:0     | 0:0    | 2:4   |          | 2:0     | 0:1      | 1:0  | 0:1     | 1:0       |
| Equador   | 2:0       | 3:1     | 1:1    | 1:0   | 0:0      |         | 1:1      | 5:1  | 1:2     | 0:1       |
| Paraguai  | 1:0       | 1:0     | 2:0    | 0:2   | 0:2      | 5:1     |          | 1:0  | 1:0     | 2:0       |
| Peru      | 1:1       | 1:0     | 1:1    | 1:3   | 1:1      | 1:2     | 0:0      |      | 1:0     | 1:0       |
| Uruguai   | 0:1       | 5:0     | 0:4    | 2:2   | 3:1      | 0:0     | 2:0      | 6:0  |         | 1:1       |
| Venezuela | 0:2       | 5:3     | 0:4    | 2:3   | 2:0      | 3:1     | 1:2      | 3:1  | 2:2     |           |

### Artilheiros
9 gols
- Luís Fabiano

5 gols
- Nilmar

4 gols
- Kaká
- Robinho

2 gols
- Júlio Baptista

1 gol
- Vágner Love
- Ronaldinho Gaúcho
- Adriano Imperador
- Felipe Melo
- Dani Alves
- Juan
- Kaká
- Luisão

### Assistências
6 Assistências
- Maicon

4 Assistências
- Elano
- Dani Alves

3 Assistências
- Robinho
- Kaká

1 Assistência
- Gilberto
- Ronaldinho Gaúcho
- Luís Fabiano
- Kléber

## Escalação
| Número / Nome | Número / Nome  | Clube             | Jogos (gols)1 | Data de nascimento                | Jogos    | Gols     | Penalizado com cartão amarelo | Expulso  |
| Goleiros      | Goleiros       | Goleiros          | Goleiros      | Goleiros                          | Goleiros | Goleiros | Goleiros                      | Goleiros |
| ------------- | -------------- | ----------------- | ------------- | --------------------------------- | -------- | -------- | ----------------------------- | -------- |
| 1             | Júlio César    | Internazionale    | 47 (0)        | 3 de setembro de 1979 (45 anos)   | 0        | 0        | 0                             | 0        |
| 12            | Doni           | Roma              | 10 (0)        | 22 de outubro de 1979 (45 anos)   | 0        | 0        | 0                             | 0        |
| 22            | Gomes          | Tottenham Hotspur | 9 (0)         | 18 de maio de 1978 (46 anos)      | 0        | 0        | 0                             | 0        |
| Defensores    |                |                   |               |                                   |          |          |                               |          |
| 2             | Maicon         | Internazionale    | 55 (5)        | 26 de julho de 1981 (43 anos)     | 0        | 0        | 0                             | 0        |
| 13            | Daniel Alves   | Barcelona         | 33 (3)        | 6 de maio de 1983 (41 anos)       | 0        | 0        | 0                             | 0        |
| 3             | Lúcio          | Internazionale    | 89 (4)        | 8 de maio de 1978 (46 anos)       | 0        | 0        | 0                             | 0        |
| 4             | Juan           | Roma              | 73 (6)        | 1 de fevereiro de 1979 (46 anos)  | 0        | 0        | 0                             | 0        |
| 14            | Luisão         | Benfica           | 39 (3)        | 13 de fevereiro de 1981 (44 anos) | 0        | 0        | 0                             | 0        |
| 15            | Thiago Silva   | Milan             | 7 (0)         | 22 de setembro de 1984 (40 anos)  | 0        | 0        | 0                             | 0        |
| 16            | Gilberto       | Cruzeiro          | 32 (1)        | 25 de abril de 1976 (48 anos)     | 0        | 0        | 0                             | 0        |
| 6             | Michel Bastos  | Lyon              | 3 (0)         | 2 de agosto de 1983 (41 anos)     | 0        | 0        | 0                             | 0        |
| Meias         |                |                   |               |                                   |          |          |                               |          |
| 8             | Gilberto Silva | Panathinaikos     | 85 (3)        | 7 de outubro de 1976 (48 anos)    | 0        | 0        | 0                             | 0        |
| 5             | Felipe Melo    | Juventus          | 16 (2)        | 26 de agosto de 1983 (41 anos)    | 0        | 0        | 0                             | 0        |
| 17            | Josué          | Wolfsburg         | 26 (1)        | 19 de julho de 1979 (45 anos)     | 0        | 0        | 0                             | 0        |
| 7             | Elano          | Galatasaray       | 41 (6)        | 14 de junho de 1981 (43 anos)     | 0        | 0        | 0                             | 0        |
| 18            | Ramires        | Benfica           | 11 (0)        | 24 de março de 1987 (38 anos)     | 0        | 0        | 0                             | 0        |
| 20            | Kléberson      | Flamengo          | 31 (2)        | 19 de junho de 1979 (45 anos)     | 0        | 0        | 0                             | 0        |
| 10            | Kaká           | Real Madrid       | 76 (26)       | 22 de abril de 1982 (42 anos)     | 0        | 0        | 0                             | 0        |
| Atacantes     |                |                   |               |                                   |          |          |                               |          |
| 19            | Júlio Baptista | Roma              | 45 (5)        | 1 de outubro de 1981 (43 anos)    | 0        | 0        | 0                             | 0        |
| 11            | Robinho        | Santos            | 15 (8)        | 25 de janeiro de 1984 (41 anos)   | 33       | 62       | 01                            | 2        |
| 9             | Luís Fabiano   | Sevilla           | 36 (25)       | 8 de novembro de 1980 (44 anos)   | 0        | 0        | 0                             | 0        |
| 21            | Nilmar         | Villarreal        | 23 (9)        | 14 de julho de 1984 (40 anos)     | 0        | 0        | 0                             | 0        |
| 23            | Grafite        | Wolfsburg         | 2 (1)         | 2 de abril de 1979 (46 anos)      | 0        | 0        | 0                             | 0        |
| Treinador     |                |                   |               |                                   |          |          |                               |          |
|               | Dunga          |                   |               | 31 de outubro de 1963 (61 anos)   |          |          |                               |          |

Nota:
- 1 O número de jogos e gols se referem aos jogos pela Seleção até a data de convocação dos jogadores.

## A Lista Final
Pesquisa Datafolha colocou Ronaldinho como o jogador mais pedido pela população brasileira, à frente de Neymar. A convocação de Ronaldinho e Neymar era defendida por Romário, Vanderlei Luxemburgo  e Muricy Ramalho.
Dunga alegou que Ronaldinho Gaúcho não teria demonstrado comprometimento nos Jogos Olímpicos de 2008: "Cada um teve sua chance na seleção brasileira, a decisão agora fica para a comissão técnica. O Pato teve sua chance na Olimpíada de Pequim, o Ronaldinho também. Agora, decidiremos avaliando aquilo que eles fizeram na seleção. Precisa-se analisar o comprometimento com a seleção, o entusiasmo, a paixão em vestir a camisa do Brasil". Ronaldinho terminou o campeonato italiano de 2009/10 como líder em assistências, com 13 passes para gols. O auxiliar Jorginho declarou que Ronaldinho estava muito mal fisicamente nas olimpíadas: "Fisicamente, uma vez eu treine de lateral direito para completar o treino, o Ronaldinho não conseguia passar por mim [nas olimpíadas], então não dá".
Na véspera da convocação, Adriano Imperador faltou a um treino do Flamengo sem demonstrar justificativa. Em 2020, Dunga confirmou que Adriano Imperador não foi à Copa de 2010 por faltar a treinos do Flamengo. Em entrevista em 2021, Adriano Imperador se mostrou resignado: "Quem deu mole fui eu, eu não estava me comportando bem".
Os nomes dos santistas Paulo Henrique Ganso e Neymar, despontando no Campeonato Paulista de Futebol de 2010, ganharam força na imprensa. Na coletiva para anunciar a lista, Cícero Melo afirmou que, se estivesse no lugar de Feola, Dunga não teria levado Pelé para a Copa de 58. O treinador respondeu: “Ele está falando de Pelé. Se você encontrar um Pelé por aí, me traz. Pelé a gente não pode comparar com ninguém”. Milton Neves disse que Dunga entraria para a história como César Luis Menotti, o técnico da Argentina que não levou Maradona para a Copa de 78. Dunga reagiu: “Os caras são bons, mas não vamos enganar ninguém, né Milton? Tem muita coisa encomendada”, sugerindo a existência de interesses comerciais por trás da pressão pela convocação dos jogadores. Em 2022, Dunga relembrou: "Em janeiro, o Neymar era reserva do Santos. Nós temos cem promessas, que o cara tinha que ser o melhor do mundo. Aí tu vai [sic] ver o cara lá, foi campeão do quê? Campeonato regional, internacional? qual? Colômbia. Poucas vezes a culpa foi dele [Ganso] e muito dos outros.". O auxiliar Jorginho disse em 2020: "O Ganso, acho que a gente poderia ter levado, sim. Era mais realidade que o Neymar. O Neymar tinha 17 anos, poderia ser que sim ou não. O Ganso já era mais realidade.".
A lista final acabou mostrando uma seleção forte fisicamente, com altura média de 1,82m, e experiente, com 29,3 anos de média. Foi a seleção brasileira de maior média de idade na história das copas.

## Polêmicas com Jorginho
Os parentes dos atletas deveriam ficar no Brasil para evitar que o time "perdesse o foco" no torneio. No entanto, a mulher e os filhos de Jorginho estavam na África do Sul. O fato só foi descoberto mais tarde pelos jogadores, que se sentiram traídos pelo auxiliar técnico.
Jorginho se defendeu: "Não proibimos ninguém de levar família para lá. A CBF não tinha condições de dar assistência aos parentes (de todos da delegação) e aconselhou, até pelas notícias de violência vindas de lá, que cada um cuidasse dos seus familiares. Não fui o único a agir assim. O Robinho, o médico José Luiz Runco, o chefe de imprensa Rodrigo Paiva, enfim, vários do grupo levaram parentes e tudo caiu só em mim. Sempre tem de ter um culpado".

## Polêmicas com a Rede Globo
Segundo a Folha de S.Paulo, ao longo de quatro anos do ciclo da Copa, Dunga "acumulou palavrões contra profissionais da emissora, pediu a cabeça de desafetos no canal e se colocou no papel de censor e crítico de reportagens. (...) O ápice da disputa aconteceu quando pediu a demissão de Mário Jorge Guimarães, um dos principais profissionais da emissora até então na cobertura da seleção. (...) Robinho, em dia de folga, falou com a TV em um shopping e foi obrigado a pedir desculpa ao elenco.".
Segundo o UOL, a TV Globo negociou diretamente com Ricardo Teixeira entrevistas exclusivas com três jogadores da seleção, entre os quais Luis Fabiano. Dunga mandou cancelar as entrevistas exclusivas. Na sala de imprensa, Alex Escobar conversava ao telefone com o apresentador Tadeu Schmidt exatamente sobre este assunto e teria xingado Dunga. O técnico percebeu e rebateu: “Algum problema?” Escobar respondeu: “Nem estou olhando para você, Dunga”. O técnico respondeu em voz baixa, captado pelo microfone à sua frente: “Besta, burro, cagão!” Horas depois do incidente, o “Fantástico” leu uma nota de protesto: “O técnico Dunga não apresenta nas entrevistas comportamento compatível de alguém tão vitorioso no esporte. Com frequência, usa frases grosseiras e irônicas”.
Pelé elogiou a postura de Dunga por ter cortado os privilégios da Globo: “O Dunga mostrou personalidade”.

## Dificuldades de Grafite
Surpresa na lista de Dunga foi a convocação de Grafite. O próprio atleta se mostrou surpreso e, em entrevista para o canal Desimpedidos, declarou: "Teria levado o Adriano". Grafite relatou que teve dificuldade em treinar com os jogadores da seleção: "O ambiente na seleção não é fácil. É complicado, né? Nós estávamos na África do Sul e, quando você não está ambientado, é difícil você se ambientar mesmo sendo um jogador experiente. Eu já tinha 31 anos e só tinha fera lá. Kaká, Luís Fabiano, Robinho. Só que eu não consegui me soltar nos treinamentos e desempenhar muito bem".
Dunga respondeu: “Eu levei um outro jogador no lugar dele, que também estava tendo um destaque fantástico na Alemanha, e aí para você ver que, às vezes, o treinador consegue chegar até um ponto, a outro ponto ele não chega, no pensamento das pessoas. Entre o cara estar preparado e ele se sentir preparado, tem muita diferença, muita. E eu levei esse jogador para a Copa do Mundo, e agora, há um mês, vi uma entrevista dele falando: ‘ah, mas o Dunga tinha que ter levado o Adriano e não eu’. Pô, se o treinador te leva para uma Copa do Mundo, você é artilheiro da Alemanha, se você não tem confiança em si, quem vai ter confiança?”.

## Campanha
O Brasil iniciou sua jornada na Copa do Mundo de 2010 derrotando a Coreia do Norte por 2 a 1. O Terra analisou: "Brasil encontrou dificuldades principalmente pela postura superdefensiva apresentada pelos norte-coreanos. Os asiáticos complicaram a vida dos brasileiros com uma retranca de oito jogadores, quase sempre atrás da linha da bola. O poder de criação brasileiro também foi limitado pela fraca atuação do meia Kaká. O cérebro do time errou muitos passes".
Na segunda partida, vitória sobre a Costa do Marfim por 3 a 1. Para o UOL, a "a seleção reencontrou o bom futebol, dominando completamente o adversário." em um jogo violento. O árbitro francês, Stephane Lannoy, foi afastado da Copa do Mundo pela Fifa por ter sido condescendente com a violência.
No último jogo da primeira fase, o Brasil empatou com Portugal em 0 a 0. Segundo a ESPN foi "um jogo duro no primeiro tempo, sem graça no segundo." Daniel Alves e Nilmar, substitutos de Elano e Robinho, "participaram bastante, mas sem sucesso.". Paulo Vinícius Coelho analisou que não haviam opções no banco de reservas: "Aos 32min do segundo tempo, o técnico olhou para Jorginho e balançou as mãos, como quem pede que o time troque passes, prenda o rival no campo de defesa. Jorginho abriu os braços em resposta, como quem diz: "Vamos fazer o quê?". Se o time titular pode ganhar a Copa, os reservas dão pânico.".
Nas oitavas de final, o Brasil obteve convincente vitória por 3 a 0 sobre o Chile. Adversário favorito da "Era Dunga", em seis jogos no período, o Brasil marcou 25 gols, média superior a quatro por partida. O estilo de contra-ataques do Brasil encaixava-se com o jogo de Marcelo Bielsa. Tostão: "Tudo o que ocorreu no jogo era o mais esperado. Foi uma repetição das duas vitórias anteriores do Brasil sobre o Chile. O time chileno foi para o ataque, como era previsto, e o Brasil, como também era previsto, em dois belos lances de contra-ataque e em uma jogada pelo alto, de escanteio, definiu a partida. O goleiro do Chile tem apenas 1m83cm, e o outro, menos alto, mede 1m81cm. É uma equipe muito baixa para enfrentar os grandalhões da seleção brasileira. Nessa partida, o Brasil mostrou suas três grandes virtudes: o contra-ataque, a grande qualidade de seus defensores e a jogada aérea".
Nas quartas de final, a seleção enfrentou a Holanda. O Brasil contava com o desfalque na meia-cancha. Elano não havia se recuperado da entrada de Cheick Tioté. O substituto no jogo contra o Chile, Ramires estava suspenso. Dunga improvisou Daniel Alves na meia, em vez de utilizar jogadores da função como Júlio Baptista ou Kléberson.
O Brasil venceu a primeira etapa por um a zero, gol de Robinho em assistência de Felipe Melo. Mas, aos oito minutos da etapa final, Felipe Melo e Júlio César se atrapalharam em cruzamento, e a bola batida por Wesley Sneijder desviou no volante antes de balançar as redes. Aos 22, a virada aconteceu após mais um erro na bola aérea. Em cobrança de escanteio, Dirk Kuyt desviou na primeira trave e Wesley Sneijder, completamente desmarcado, testou para o fundo do gol. Depois disso, a seleção brasileira se perdeu ainda mais e viu Felipe Melo ser expulso após dar pisão em Arjen Robben.
Dunga repetiu Zagallo em 1974, Telê em 1982 e Zagallo em 1998 como técnicos eliminados sem queimar todas as substituições permitidas.
Jorginho revelou que o preparador físico da Seleção, Paulo Paixão, havia previsto que Felipe Melo seria expulso, mesmo sem ainda ter levado o cartão amarelo. “O Felipe Melo estava muito bem no jogo, e eu lembro até hoje que o Paulo Paixão falou: ‘Jorge, estou preocupado com o Felipe, ele está muito nervoso’. Eu falei: ‘espera um pouco, porque acabei de ir falar com o Dunga, e se eu for de novo, a gente conhece, ele vai acabar explodindo. A situação está tranquila’. E nesse momento, o Felipe Melo foi expulso”.Dunga realizou apenas duas substituições no jogo da eliminação. A Folha de S.Paulo escreveu: "Dunga apostou no grupo em que confiava ao convocar a seleção brasileira para a Copa do Mundo de 2010. Mas a partida de ontem, contra a Holanda, mostrou o quanto era frágil o elenco do Brasil no Mundial sul-africano. A ponto de o treinador não ter nem queimado sua última substituição, mesmo com o time perdendo." 
Tostão analisou: "O Brasil fez o melhor primeiro tempo e o pior segundo tempo da Copa. No primeiro, poderia ter feito mais de um gol. No segundo, quando perdia por 2 a 1, foi todo para a frente, e a Holanda teve mais chances de fazer o terceiro que o Brasil de empatar. O Brasil, que, durante os quatro anos sob o comando de Dunga, fez um grande número de gols em jogadas aéreas, levou dois gols nesse tipo de lance. O Brasil, que, durante quatro anos, procurou um lateral-esquerdo, levou dois gols em jogadas que se iniciaram por esse setor".
O The Sun ressaltou que o meia Wesley Sneijder teve o jogo da vida contra o Brasil. A má atuação de Kaká foi lembrada: "O Brasil soprou e bufou, mas muitas de suas estrelas, especialmente Kaká, não conseguiram brilhar". Na Gazzetta dello Sport, da Itália, a seleção brasileira foi apontada por uma única falha: não ter resolvido a fatura no primeiro tempo.

## Primeira fase
| Pos | Equipe          | Pts | J | V | E | D | GP | GC | SG  | Classificado      |
| --- | --------------- | --- | - | - | - | - | -- | -- | --- | ----------------- |
| 1   | Brasil          | 7   | 3 | 2 | 1 | 0 | 5  | 2  | +3  | Fase eliminatória |
| 2   | Portugal        | 5   | 3 | 1 | 2 | 0 | 7  | 0  | +7  | Fase eliminatória |
| 3   | Costa do Marfim | 4   | 3 | 1 | 1 | 1 | 4  | 3  | +1  | Eliminado         |
| 4   | Coreia do Norte | 0   | 3 | 0 | 0 | 3 | 1  | 12 | −11 | Eliminado         |

### Brasil – Coreia do Norte
| 15 de junho | Brasil                 | 2 – 1     | Coreia do Norte | Ellis Park Stadium, Joanesburgo            |
| 20:30       | Maicon 55' · Elano 72' | Relatório | Ji Yun-Nam 89'  | Público: 54 331 Árbitro: HUN Viktor Kassai |

| Brasil | Coreia Norte |

| G              | 1  | Júlio César    |     |     |
| LD             | 2  | Maicon         |     |     |
| Z              | 3  | Lúcio          |     |     |
| Z              | 4  | Juan           |     |     |
| LE             | 6  | Michel Bastos  |     |     |
| V              | 8  | Gilberto Silva |     |     |
| V              | 7  | Elano          |     | 73' |
| V              | 5  | Felipe Melo    |     | 84' |
| M              | 10 | Kaká           |     | 78' |
| A              | 11 | Robinho        |     |     |
| A              | 9  | Luís Fabiano   |     |     |
| Substituições: |    |                |     |     |
| V              | 18 | Ramires        | 88' | 84' |
| M              | 13 | Daniel Alves   |     | 73' |
| A              | 21 | Nilmar         |     | 78' |
| Treinador:     |    |                |     |     |
| Dunga          |    |                |     |     |

| G              | 1  | Ri Myong-Guk  |  |     |
| LD             | 2  | Cha Jong-Hyok |  |     |
| Z              | 4  | Pak Nam-Chol  |  |     |
| Z              | 3  | Ri Jun-Il     |  |     |
| LE             | 5  | Ri Kwang-Chon |  |     |
| V              | 8  | Ji Yun-Nam    |  |     |
| V              | 17 | Ahn Young-Hak |  |     |
| M              | 10 | Hong Yong-Jo  |  |     |
| M              | 11 | Mun In-Guk    |  | 80' |
| A              | 9  | Jong Tae-Se   |  |     |
| Substituições: |    |               |  |     |
| A              | 6  | Kim Kum-Il    |  | 80' |
| Treinador:     |    |               |  |     |
| Kim Jong-Hun   |    |               |  |     |

Homem da partida
- Maicon

### Brasil – Costa do Marfim
| 20 de junho | Brasil                            | 3 – 1     | Costa do Marfim | Soccer City, Joanesburgo                     |
| 20:30       | Luís Fabiano 25', 50' · Elano 62' | Relatório | Drogba 79'      | Público: 84 455 Árbitro: FRA Stéphane Lannoy |

| Brasil | C. do Marfim |

| G              | 1  | Júlio César    |          |       |
| LD             | 2  | Maicon         |          |       |
| Z              | 3  | Lúcio          |          |       |
| Z              | 4  | Juan           |          |       |
| LE             | 6  | Michel Bastos  |          |       |
| V              | 5  | Felipe Melo    |          |       |
| V              | 7  | Elano          |          | 68'   |
| V              | 8  | Gilberto Silva |          |       |
| M              | 10 | Kaká           | 85', 88' |       |
| A              | 9  | Luís Fabiano   |          |       |
| A              | 11 | Robinho        |          | 90+3' |
| Substituições: |    |                |          |       |
| V              | 18 | Ramires        |          | 90+3' |
| M              | 13 | Daniel Alves   |          | 68'   |
| Treinador:     |    |                |          |       |
| Dunga          |    |                |          |       |

| G                   | 1  | Boubacar Barry |     |     |
| LD                  | 20 | Guy Demel      |     |     |
| Z                   | 4  | Kolo Touré     |     |     |
| Z                   | 5  | Didier Zokora  |     |     |
| LE                  | 17 | Siaka Tiéné    | 31' |     |
| V                   | 9  | Ismael Tioté   | 86' |     |
| V                   | 19 | Yaya Touré     |     |     |
| V                   | 21 | Emmanuel Eboué |     | 72' |
| M                   | 8  | Salomon Kalou  |     | 68' |
| A                   | 11 | Didier Drogba  |     |     |
| A                   | 15 | Aruna Dindane  |     | 54' |
| Substituições:      |    |                |     |     |
| V                   | 13 | Romaric        |     | 72' |
| M                   | 10 | Gervinho       |     | 54' |
| M                   | 18 | Kader Keïta    | 75' | 68' |
| Treinador:          |    |                |     |     |
| Sven-Göran Eriksson |    |                |     |     |

Homem da partida
- Luís Fabiano

### Portugal – Brasil
| 25 de junho | Portugal | 0 – 0     | Brasil | Moses Mabhida Stadium, Durban                 |
| 16:00       |          | Relátorio |        | Público: 62 712 Árbitro: MEX Benito Archundia |

| Portugal | Brasil |

| G              | 1  | Eduardo           |     |     |
| LD             | 21 | Ricardo Costa     |     |     |
| Z              | 6  | Ricardo Carvalho  |     |     |
| Z              | 2  | Bruno Alves       |     |     |
| LE             | 5  | Duda              | 25' | 54' |
| V              | 15 | Pepe              | 40' | 64' |
| V              | 16 | Raul Meireles     |     | 84' |
| V              | 19 | Tiago Mendes      | 31' |     |
| M              | 10 | Danny             |     |     |
| M              | 23 | Fábio Coentrão    | 45' |     |
| A              | 7  | Cristiano Ronaldo |     |     |
| Substituições: |    |                   |     |     |
| V              | 8  | Pedro Mendes      |     | 64' |
| V              | 14 | Miguel Veloso     |     | 84' |
| M              | 11 | Simão             |     | 54' |
| Treinador:     |    |                   |     |     |
| Carlos Queiroz |    |                   |     |     |

| G              | 1  | Júlio César    |     |     |
| LD             | 2  | Maicon         |     |     |
| Z              | 3  | Lúcio          |     |     |
| Z              | 4  | Juan           | 25' |     |
| LE             | 6  | Michel Bastos  |     |     |
| V              | 5  | Felipe Melo    | 43' | 44' |
| V              | 8  | Gilberto Silva |     |     |
| M              | 13 | Daniel Alves   |     |     |
| M              | 19 | Júlio Baptista |     | 82' |
| A              | 9  | Luís Fabiano   | 15' | 85' |
| A              | 21 | Nilmar         |     |     |
| Substituições: |    |                |     |     |
| V              | 17 | Josué          |     | 44' |
| V              | 18 | Ramires        |     | 82' |
| A              | 23 | Grafite        |     | 85' |
| Treinador:     |    |                |     |     |
| Dunga          |    |                |     |     |

Homem da partida
- Cristiano Ronaldo

## Segunda fase

### Oitavas de final
Brasil – Chile
| 28 de junho | Brasil                                    | 3 – 0     | Chile | Ellis Park Stadium, Joanesburgo          |
| 20:30       | Juan 35' · Luís Fabiano 38' · Robinho 59' | Relatório |       | Público: 54 096 Árbitro: ENG Howard Webb |

| Brasil | Chile |

| G              | 1  | Júlio César    |     |     |
| LD             | 2  | Maicon         |     |     |
| Z              | 3  | Lúcio          |     |     |
| Z              | 4  | Juan           |     |     |
| LE             | 6  | Michel Bastos  |     |     |
| V              | 8  | Gilberto Silva |     |     |
| V              | 18 | Ramires        | 72' |     |
| M              | 10 | Kaká           | 30' | 81' |
| M              | 13 | Daniel Alves   |     |     |
| A              | 9  | Luís Fabiano   |     | 76' |
| A              | 11 | Robinho        |     | 85' |
| Substituições: |    |                |     |     |
| V              | 20 | Kléberson      |     | 81' |
| M              | 16 | Gilberto       |     | 85' |
| A              | 21 | Nilmar         |     | 76' |
| Treinador:     |    |                |     |     |
| Dunga          |    |                |     |     |

| G              | 1  | Claudio Bravo   |     |     |
| LD             | 4  | Mauricio Isla   |     | 62' |
| Z              | 5  | Pablo Contreras |     | 46' |
| Z              | 18 | Gonzalo Jara    |     |     |
| LE             | 2  | Ismael Fuentes  | 68' |     |
| V              | 6  | Carlos Carmona  |     |     |
| V              | 8  | Arturo Vidal    | 47' |     |
| M              | 7  | Alexis Sánchez  |     |     |
| M              | 11 | Mark González   |     | 46' |
| M              | 15 | Jean Beausejour |     |     |
| A              | 9  | Humberto Suazo  |     |     |
| Substituições: |    |                 |     |     |
| V              | 21 | Rodrigo Tello   |     | 46' |
| M              | 10 | Jorge Valdivia  |     | 46' |
| M              | 20 | Rodrigo Millar  | 80' | 62' |
| Treinador:     |    |                 |     |     |
| Marcelo Bielsa |    |                 |     |     |

Homem da partida
- Robinho

### Quartas de final
Países Baixos – Brasil
| 2 de julho | Países Baixos     | 2 – 1     | Brasil      | Nelson Mandela Bay Stadium, Porto Elizabeth   |
| 16:00      | Sneijder 53', 68' | Relatório | Robinho 10' | Público: 40 186 Árbitro: JPN Yuichi Nishimura |

| Países Baixos | Brasil |

| G                | 1  | Maarten Stekelenburg |     |     |
| LD               | 2  | Gregory van der Wiel | 47' |     |
| Z                | 3  | John Heitinga        | 14' |     |
| Z                | 13 | André Ooijer         | 76' |     |
| LE               | 5  | G. van Bronckhorst   |     |     |
| V                | 6  | Mark van Bommel      |     |     |
| V                | 8  | Nigel de Jong        | 64' |     |
| M                | 7  | Dirk Kuyt            |     |     |
| M                | 10 | Wesley Sneijder      |     |     |
| M                | 11 | Arjen Robben         |     |     |
| A                | 9  | Robin van Persie     |     | 85' |
| Substituições:   |    |                      |     |     |
| A                | 21 | Klaas-Jan Huntelaar  |     | 85' |
| Treinador:       |    |                      |     |     |
| Bert van Marwijk |    |                      |     |     |

| G              | 1  | Júlio César    |     |     |
| LD             | 2  | Maicon         |     |     |
| Z              | 3  | Lúcio          |     |     |
| Z              | 4  | Juan           |     |     |
| LE             | 6  | Michel Bastos  | 37' | 62' |
| V              | 5  | Felipe Melo    | 73' |     |
| V              | 8  | Gilberto Silva |     |     |
| M              | 10 | Kaká           |     |     |
| M              | 13 | Daniel Alves   |     |     |
| A              | 9  | Luís Fabiano   |     | 77' |
| A              | 11 | Robinho        |     |     |
| Substituições: |    |                |     |     |
| LE             | 16 | Gilberto       |     | 62' |
| A              | 21 | Nilmar         |     | 77' |
| Treinador:     |    |                |     |     |
| Dunga          |    |                |     |     |

Homem da partida
- Wesley Sneijder